# Mjøstårnet

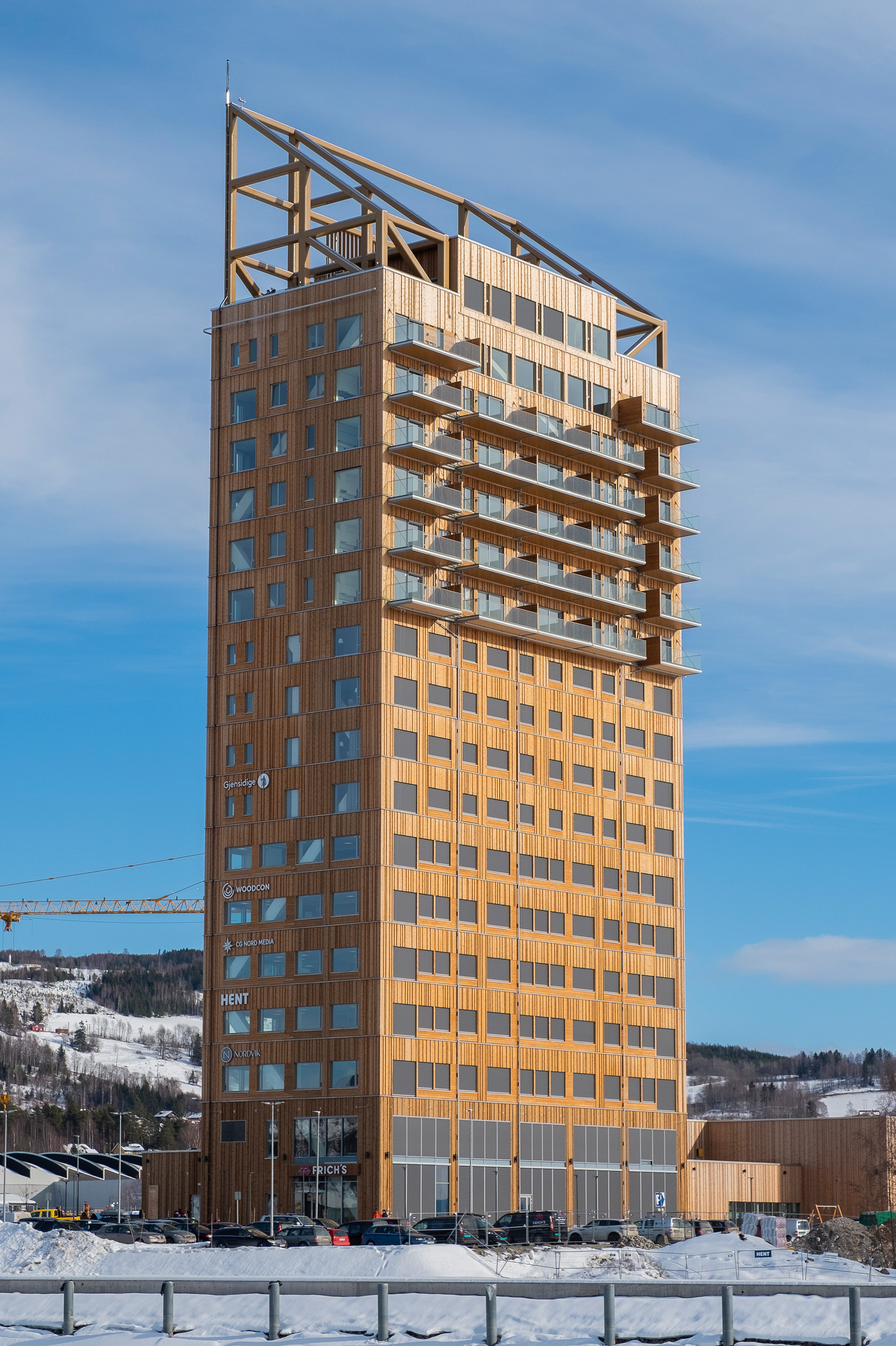
Mjøstårnet i mars 2019.

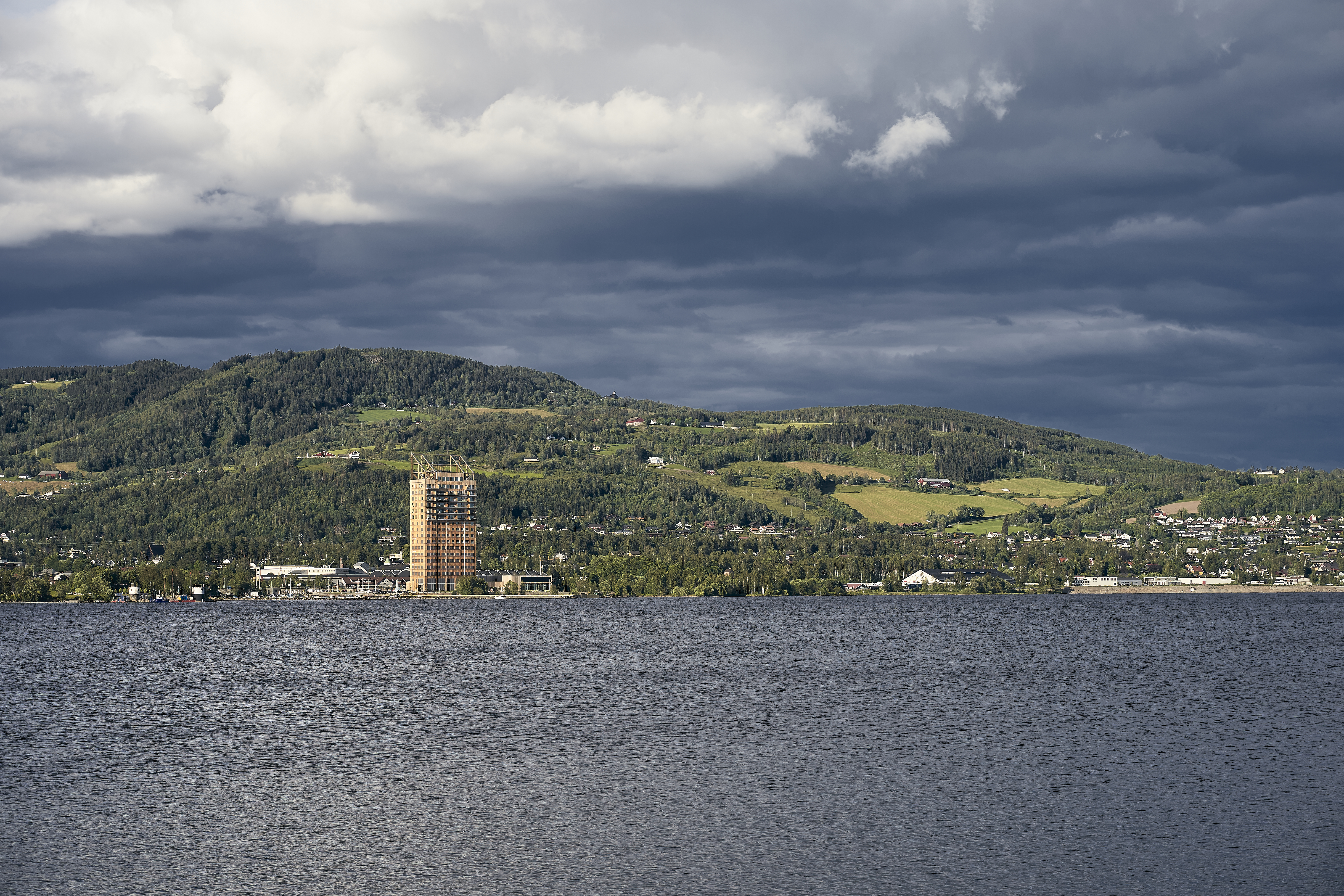
Mjøstårnet vid sjön Mjøsa.

Mjøstårnet i Brumunddal, Innlandet fylke är ett höghus i Norge. Det är sedan 2019 världens högsta träbyggnad. Byggnaden har 18 våningsplan och är 85,4 meter hög. Mjøstårnet stod färdigt i mars 2019 och innehåller hotell, lägenheter, kontor, restaurang, gemensamhetsutrymmen samt en simhall. Höghusets sammanlagda golvyta är ca 11 300 kvadratmeter, medan badanläggningen på det utvidgade bottenplanet är på ca 4 700 kvadratmeter.
Mjøstårnet ritades av Voll Arkitekter för AB Invest AS (ägare Arthur Buchardt och Anders Buchardt). Byggnaden har fått sitt namn efter den intilliggande sjön Mjøsa, Norges största insjö.